# Luis Arce (trener piłkarski)
Luis Arce Crespo (ur. 22 grudnia 1990 w mieście Meksyk) – meksykański trener piłkarski.